# Édouard Lucas
François Édouard Anatole Lucas és un matemàtic francès nascut el 4 d'abril de 1842 a Amiens i mort a París el 3 d'octubre de 1891. Va treballar en l'observatori de París i més tard va ser professor de matemàtiques a la capital del Sena. Se'l coneix sobretot pels seus treballs sobre la sèrie de Fibonacci i pel test de primalitat que duu el seu nom, però també va ser l'inventor d'alguns jocs recreatius matemàtics molt coneguts com el de les Torres de Hanoi.

## Biografia
Édouard Lucas va ser educat en l'Escola Normal Superior d'Amiens. Posteriorment va treballar amb Le Verrier en l'observatori de París. Va servir com a oficial d'artilleria en l'exèrcit francès durant la guerra de 1870 contra Prússia. Després de la derrota francesa, Lucas va tornar a París, on es va dedicar a l'ensenyament de les matemàtiques en dos instituts parisencs: el Liceu de Sant Lluís i el Liceu Carlemany.
Lucas va morir d'una forma una miqueta peculiar d'una probable septicèmia a conseqüència d'un tall en una galta sofert en un banquet que li va produir una inflamació i es va complicar amb fatals conseqüències.

## Teoria de nombres

### Nombres de Fibonacci
Possiblement, Lucas sigui principalment conegut pel seu estudi de les successions generalitzades de Fibonacci, que comencen per dos enters positius qualssevol i a partir d'aquí, cada nombre de la successió és suma dels dos precedents.
La successió més senzilla és la coneguda com a successió de Fibonacci, a saber, 1, 1, 2, 3, 5, 8, 13, 21... Durant aquest estudi Édouard Lucas va arribar a formular una equació per a trobar l'enèsim terme de la celebèrrima sèrie sense haver d'arribar a calcular tots els termes predecessors. Així, segons la formulació de Lucas:
{\displaystyle f_{n}={\frac {1}{\sqrt {5}}}\left({\frac {1+{\sqrt {5}}}{2}}\right)^{n}-{\frac {1}{\sqrt {5}}}\left({\frac {1-{\sqrt {5}}}{2}}\right)^{n}}
La immediatament més senzilla, 1, 3, 4, 7, 11, 18..., és avui coneguda com a successió de Lucas.

### Nombres de Mersenne
Edouard Lucas també va dur a terme un estudi bastant avançat sobre altres aspectes de la teoria de nombres i especialment sobre el problema de la primalitat. Va descobrir un mètode per a comprovar la primalitat dels nombres de la forma {\displaystyle 2^{p}-1} on {\displaystyle p} és primer (coneguts com a nombres de Mersenne). En 1876, amb aquest mètode, va provar que el nombre {\displaystyle 2^{127}-1} és un nombre primer (el major nombre primer conegut fins a mitjan segle XX i el major que hagi estat calculat sense l'ajuda d'un ordinador). El seu mètode va ser refinat per Derrick Henry Lehmer en 1930 i, avui dia, és la base d'una de les proves de primalitat clàssiques més conegudes.
El test de Lucas-Lehmer segueix la següent seqüència de passos: 
Sigui {\displaystyle s_{2}=4,s_{3}=14,s_{4}=194,...} on {\displaystyle s_{n}} es defineix amb la fórmula recursiva {\displaystyle s_{n}=s_{n-1}^{2}-2}.
Donat un nombre de Mersenne {\displaystyle M_{p}=2^{p}-1} con {\displaystyle p>2} primer. {\displaystyle M_{p}} és primer si i només si {\displaystyle s_{p}} és divisible per {\displaystyle M_{p}}.
En realitat, i a pesar de comptar amb un resultat com l'anterior, la proesa de Lucas va ser terriblement difícil, ja que el càlcul de la divisió havia de ser monstruós: {\displaystyle M_{127}} és ja un nombre molt gran i {\displaystyle s_{127}} és immens (de l'ordre de {\displaystyle 10^{37}}). De fet, Lucas no va arribar a calcular realment {\displaystyle s_{127}}, utilitzant certes dreceres i resultats intermedis per a demostrar la divisibilidad de {\displaystyle s_{p}} per {\displaystyle M_{p}}.

## Matemàtiques recreatives
Lucas sempre es va sentir apassionat per les matemàtiques recreatives. La seva sèrie de Récréations mathématiques (publicada entre 1882 i 1894) és avui dia un veritable clàssic per als aficionats.
Va resoldre el Problema dels Cercles Xinesos (també conegut com a baguenaudier) descrit pel matemàtic italià Cardano en la seva obra de 1550 De Subtilitate Rerum.
Va inventar el problema de les Torres de Hanoi. Aquest últim el va comercialitzar en 1883 sota el pseudònim Prof. N. Claus de Siam, mandarí del Col·legi de Li-Sou-Stian (dos anagrames de Lucas d'Amiens i Sant Lluís respectivament).